# Ryang Myong-il
Ryang Myong-il (* 31. Juli 1987) ist ein nordkoreanischer Fußballspieler.

## Karriere
Ryang tritt international als Spieler der Sportgruppe Wolmido in Erscheinung. 2009 spielte Ryang für den chinesischen Erstligisten Chengdu Blades und war damit einer von wenigen in Nordkorea geborenen Spielern, denen es erlaubt war im Ausland zu spielen. 
Mit der nordkoreanischen Olympiaauswahl (U-23) scheiterte er 2007 in der finalen Qualifikationsrunde für die Olympischen Spiele 2008, 2009 belegte er mit dem Olympiateam bei den Ostasienspielen in Hongkong den vierten Rang.
Ryang gehörte bereits beim King’s Cup 2003 zum Kader der nordkoreanischen Nationalmannschaft und kam in den folgenden Jahren sporadisch zu Länderspieleinsätzen. Im Februar 2010 gewann Ryang mit einer nordkoreanischen B-Auswahl den AFC Challenge Cup auf Sri Lanka. Er kam in vier der fünf Turnierpartien zum Einsatz, im Finale wurde er nach 32 Minuten mit der gelb-roten Karte des Feldes verwiesen.